# Изтребление
„Изтребление“ (на английски: Annihilation) е американски научнофантастичен психологически филм на ужасите от 2018 г., написан и режисиран от Алекс Гарланд, базиран на едноименния роман от 2014 г., написан от Джеф Вандърмиър. Във филма участват Натали Портман, Дженифър Джейсън Лий, Джина Родригес, Теса Томпсън, Тува Новотни и Оскар Айзък. Премиерата на филма е в САЩ на 23 февруари 2018 г. от „Парамаунт Пикчърс“, а по-късно е пуснат дигитално на 12 март от „Нетфликс“ в световен мащаб.